# Herb gminy Korycin
Herb gminy Korycin – jeden z symboli gminy Korycin, ustanowiony 31 marca 1995.

## Wygląd i symbolika
Herb przedstawia na tarczy w polu czerwonym zielone wzgórze, a na nim srebrny krzyż, opasany na pionowej belce złotą koroną.